# Epaltes mexicana
Epaltes mexicana es una especie de plantas con flores perteneciente a la familia de las asteráceas. 

## Descripción
Es una planta de tallos estriados. Las hojas son alargadas, puntiagudas, de bordes dentados y se ven como rehiletes. Las flores están agrupadas en cabezuelas y parecen dulces color crema con el borde café.

## Distribución y hábitat
Originaria de México. Presente en clima cálido entre los 20 y los 300 m s. n. m. Crece a orilla de caminos, asociada a vegetación perturbada de bosque tropical perennifolio.

## Propiedades
Esta planta es utilizada contra enfermedades del aparato respiratorio, como garganta inflamada (laringitis), en Oaxaca y contra la bronquitis y la gripe en Tabasco. En este último caso se recomienda tomar la cocción de hojas y tallo.
Se aplica también sobre las quemaduras, alivia el dolor de cabeza (cefalea) y la calentura.
Química
De las partes aéreas de E. mexicana se han aislado los sesquiterpenos 3-0(2’-3-epoxi-2’-metil-butiroil) cuauhtemona y tres derivados más de la cuauhtemona, 3-alfa-angeloil-oxi-4-alfa-11-dihidroxi-eudesm-6-en-8-ona, 6-7 dehidro-4-alfa-acetoxi-3-alfa-(2’-metil-2’-3’-epoxi-butiril-oxi)-11-hidroxi-eudesman -8-ona y 6-7-dehidro-4-alfa-hidroxi-3-alfa-(2’-metil-2’-3’-epoxi-butiril-oxi)-11-hidroxieudesman-8-ona; y los esteroles estigmasterol y beta-sitosterol.

## Taxonomía
Epaltes mexicana fue descrita por Christian Friedrich Lessing y publicado en Linnaea 5(1): 147–148. 1830.
Sinónimos
- Erigerodes mexicanum (Less.) Kuntze
- Pachythelia mexicana (Less.) Steetz[3]